# Nanomeccatronica
Le nuove tecniche, basate sulla microscopia, la fabbricazione e gli sviluppi della nanotecnologia, sono confluiti nella nuova branca nota come nanomeccatronica, la quale si focalizza sul processo e sull'automazione del sistema verso una maggiore efficienza di produzione, manipolazione, prototipazione e interazione con gli ambienti su scala nanometrica.
Il campo di applicazioni va dalla nanoelettronica, nanorobotica, nanomedicina e nanofabbricazione alla biotecnologia.